# Christian Greber
Christian Greber (Mellau, 8 febbraio 1972) è un ex sciatore alpino austriaco specializzato nelle prove veloci.

## Biografia
Greber debuttò in campo internazionale in occasione dei Mondiali juniores di Geilo/Hemsedal 1991; in Coppa del Mondo ottenne il primo piazzamento di rilievo il 29 dicembre 1993 in discesa libera sulla Stelvio di Bormio, piazzandosi 53º, e colse il primo podio il 26 febbraio 1995, quando giunse 3º nel supergigante di Whistler.
Nel 1996-1997 in Coppa Europa disputò una stagione ai vertici del circuito continentale, ottenendo tra l'altro l'ultima vittoria (il 18 dicembre a Haus in discesa libera); a fine annata risultò 2º sia nella classifica generale, sia in quella di discesa libera. Sempre in Coppa Europa nel 1998-1999 ottenne un altro 2º posto in una classifica di specialità, in supergigante, mentre il 20 dicembre 2000 salì per l'ultima volta sul podio (3º in discesa libera a Sankt Moritz).
Il 28 dicembre 2001 vinse la sua unica gara in Coppa del Mondo, la discesa libera di Bormio; quel piazzamento fu anche il suo ultimo podio in carriera. Nella discesa libera dei XIX Giochi olimpici invernali di Salt Lake City 2002, sua unica presenza olimpica, si piazzò 6º; si ritirò dal Circo bianco alla fine di quella stessa stagione e la sua ultima gara fu il supergigante di Coppa del Mondo disputato ad Altenmarkt-Zauchensee il 7 marzo, che chiuse al 20º posto. È padre di Jakob, a sua volta sciatore alpino. Anche sua moglie Cornelia Meusburger era una sciatrice

## Palmarès

### Coppa del Mondo
- Miglior piazzamento in classifica generale: 16º nel 2002
- 3 podi:
  - 1 vittoria
  - 2 terzi posti

#### Coppa del Mondo - vittorie
| Data             | Località | Paese  | Specialità |
| ---------------- | -------- | ------ | ---------- |
| 28 dicembre 2001 | Bormio   | Italia | DH         |

Legenda:

DH = discesa libera

### Coppa Europa
- Miglior piazzamento in classifica generale: 2º nel 1997[1]
- 13 podi (dati dalla stagione 1994-1995):
  - 1 vittoria
  - 5 secondi posti
  - 7 terzi posti

#### Coppa Europa - vittorie
| Data             | Località | Paese   | Specialità |
| ---------------- | -------- | ------- | ---------- |
| 18 dicembre 1996 | Haus     | Austria | DH         |

Legenda:

DH = discesa libera

### Campionati austriaci
- 4 medaglie[1]:
  - 1 argento (discesa libera nel 2000)
  - 3 bronzi (supergigante nel 1994; discesa libera nel 1998; supergigante nel 1999)

### Campionati austriaci juniores
- 2 medaglie[1]:
  - 1 oro (combinata nel 1991)
  - 1 argento (slalom speciale nel 1991)